# Izurgu-bulia
Izurgu-bulia (em grego medieval: ηζουργου βουληα; romaniz.: izourgou boulia) ou ichirgu boil(a) (em búlgaro: Ичиргу боил(а); romaniz.: Ičirgu boil(a); чрьгобыля, chargobilya) era um alto oficial do Primeiro Império Búlgaro. Era o comandante da guarnição da capital e a terceira pessoa mais importante em todo o estado búlgaro depois do monarca e do caucano. Em tempos de paz, o izurgu-bulia tinha funções diplomáticas. De acordo com algumas fontes, ele comandava um esquadrão de 400 cavaleiros pesados.

## Origem
Segundo Veselin Besheliev, a palavra ichirgu é de origem turco-altai e significa "interno". Outros especialistas derivam-na da palavra caucasiana "ichirho", que significa "arqueiro". A partir de uma inscrição funerária encontrada durante escavações em Preslava, se conhece o izurgu-bulia Mostico, que serviu sob os imperadores Simeão I (r. 893–927) e Pedro I (r. 927–969). Um izurgu-bulia de nome desconhecido é mencionado na inscrição de Presiano, da época do cã Presiano I.